# Liste der Offshore-Windparks in Schweden
Die Liste ist nach Gewässern geordnet. Innerhalb der einzelnen Kategorien sind die Windparks zunächst in betriebene, in Bau befindliche und geplante Windparks gegliedert. Anschließend sind die Windparks nach ihrem (geplanten) Fertigstellungsdatum und danach alphabetisch geordnet. Anlagen, die mit einem * gekennzeichnet sind, befinden sich in unmittelbarer Nähe zur Küste und werden daher auch Near-shore-Anlagen genannt.
| Name                             | Leistung (MW)       | Windkraftanlagentyp (Leistung, Rotordurchmesser)                 | Anzahl WKAs | Koordinaten                  | Status        | Inbetriebnahme (Jahr) | Quellen, Anmerkungen |
| -------------------------------- | ------------------- | ---------------------------------------------------------------- | ----------- | ---------------------------- | ------------- | --------------------- | --- |
| Ostsee mit Öresund und Kattegatt |                     |                                                                  |             |                              |               |                       | |
| Bockstigen *                     | 3,3 (zunächst 2,75) | Vestas V47-660 (660 kW, 47,0 m) (zunächst Wind World 37/550 kW); | 5           | 57° 2′ 10″ N, 18° 9′ 0″ O    | in Betrieb    | 1997/2018             | 2018 Teilrepowering: Ersatz der ursprünglichen Turbinen durch generalüberholte Vestas V47-660 bei Weiternutzung der bestehenden Gründungen, Türme, Verkabelung und Netzanschluss |
| Utgrunden * (Phase 1)            | 10,5                | Enron Wind 1.5 s (1,5 MW, 70,0 m)                                | 7           | 56° 20′ 38″ N, 16° 16′ 48″ O | außer Betrieb | 2000                  | 31. August 2018: Alle Turbinen zurückgebaut |
| Yttre Stengrund *                | 10                  | NEG Micon NM 72/2000 (2,0 MW, 72,0 m)                            | 5           | 56° 10′ 1″ N, 16° 1′ 16″ O   | außer Betrieb | 2001                  | im Januar 2016 zurückgebaut |
| Lillgrund                        | 110                 | Siemens SWT-2.3-93 (2,3 MW, 93,0 m)                              | 48          | 55° 30′ 40″ N, 12° 46′ 44″ O | in Betrieb    | 2007                  | |
| Kårehamn *                       | 48                  | Vestas V112-3.0 (3,0 MW, 112,0 m)                                | 16          | 56° 59′ 2″ N, 17° 1′ 19″ O   | in Betrieb    | 2013                  | [ 5 ] [ 6 ] |
| Kriegers Flak II                 | 640                 |                                                                  | 40-50       | 55° 0′ 0″ N, 12° 54′ 0″ O    | in Planung    | (2027)                | [ 7 ] |
| Aurora                           | 5500                | (> 14 MW, Anlagenhöhe maximal 370 m)                             | bis zu 370  | (südlich Gotland)            | in Planung    | (2030)                | [ 8 ] [ 9 ] |
| Vänern                           |                     |                                                                  |             |                              |               |                       | |
| Vänern *                         | 30                  | WinWinD WWD-3 D100 (3,0 MW, 100,0 m)                             | 10          | 59° 15′ 43″ N, 13° 23′ 13″ O | in Betrieb    | 2010                  | |